# Герб Рио-де-Жанейро
Герб Рио-де-Жанейро — геральдический символ города Рио-де-Жанейро.

## Описание и символизм
В лазоревом поле, означающем верность, золотая армиллярная сфера, пересеченная тремя золотыми стрелами, напоминающими о мученичестве Святого Себастьяна, покровителя города. В центре герба расположен красный фригийский колпак, являющийся символом свободы. По обе стороны герба расположены щитодержатели — белые дельфины, с хвостами, увенчанными дубовыми листьями. Щит венчает золотая башенная корона.

## Прежние гербы
За всю свою историю, начиная с 1565 года, Рио-де-Жанейро сменил девять гербов, хотя правильнее было бы сказать что это был один герб, модернизировавшийся со временем.